# 天主教汕头教区
天主教汕頭教區（拉丁語：Dioecesis Scianteuvensis）是天主教在中國廣東省東部設立的一個教區，屬於廣東教省。

## 概況
1946年4月11日，聖座在中國設立聖統制，汕頭宗座代牧區升格為汕頭教區，屬於廣東教省。教座位於廣東省汕頭市外馬路133號的聖若瑟主教座堂。現任教區主教為黃炳章，榮休主教為莊建堅。
1950年，汕頭教區有30個堂區、59位司鐸和15位修女，信徒人數為30,000人，其中2,000人居住在市區。至1987年，10位司鐸和信徒人數為43,312人。其中，汕頭市2,050人、潮州市1,920人、揭西縣10,979人、揭陽縣7,656人、潮陽縣7,500人、普寧縣4,715人、惠來縣4,302人、饒平縣2,930人、澄海縣1,001人和南澳縣259人。2000年，全教區信徒人數約為130,000人、教堂約150座、22位司鐸、4位修士和30位修女。

## 歷史
1914年4月6日，聖座將廣東宗座代牧區一分為二成立廣州宗座代牧區及'潮州宗座代牧區。潮州宗座代牧區範圍包括廣東省西部潮州、汕頭和汕尾等地區，由巴黎外方傳教會會士負責管理，實茂芳主教出任首任宗座代牧。1915年8月18日，潮州宗座代牧區以教座所在地方更名為汕頭宗座代牧區。
1929年2月20日，聖座從汕頭宗座代牧區劃出廣東省東北部大埔縣、梅縣、興甯縣、平遠縣、蕉嶺縣和五華縣，成立嘉應宗座監牧區，由瑪利諾外方傳教會會士負責管理。1946年4月11日，聖座在中國設立聖統制，汕頭宗座代牧區升格為汕頭教區，屬於廣東教省，荷敬謙出任為汕頭教區首任主教。
1949年10月1日，中國共產黨在中國大陸地區建立中華人民共和國，並開始針對天主教進行宗教迫害及打壓，教會已經無法正常功能。1950年代初，荷敬謙主教被捕。其後，荷主教與其他外籍傳教士先後被中國政府驅逐出境。
1966年至1979年的文化大革命期間，總教區所有宗教活動停止。1980年代初，汕頭教區續步恢復運作。1981年9月27日，由中國政府控制的中國天主教友愛國會自選自聖蔡體遠為汕頭教區正權主教。
2006年，莊建堅獲地下教會主教秘密晉牧成為汕頭教區正權主教，後得到時任教宗本篤十六世認可，但中國政府不承認。2011年5月11日，黃炳章被推選成為汕頭教區候任主教。同年7月14日，黃炳章未獲教宗認可自選自聖成為汕頭教區正權主教。
2017年，聖座就主教任命方面的问题作出讓步，建議地下教會汕頭教區正權主教莊建堅退休，讓屬於愛國會的黃炳章成正式為正權主教。2018年9月22日，中梵就主教任命權達成協議。時任教宗方濟各赦免黃炳章及任命他為汕頭教區正權主教，而莊建堅主教被要求榮休。

## 歷任主教

### 汕頭宗座代牧
- 實茂芳主教 , M.E.P.（1914年7月17日-1915年8月18日）：法國籍[7]

- 實茂芳主教 , M.E.P.（1915年8月18日-1935年5月1日）：法國籍
  - 助理宗座代牧荷敬謙主教 , M.E.P.（1934年12月10日-1935年12月9日）：法國籍
- 荷敬謙主教 , M.E.P.（1935年12月9日-1946年4月11日）：法國籍[8]

### 汕頭主教
- 荷敬謙主教 , M.E.P.（1946年4月11日-1958年4月13日）：法國籍
- 教座出缺（1958年-2006年）
  - 蔡體遠神父（1981年9月27日-1997年11月24日）：1981年自選自聖，未獲教宗認可。[9]
- 莊建堅主教 （2006年-2018年12月）：地下教會秘密晉牧，2018年因中梵主教任命臨時協議而被要求榮休。[10]
- 黃炳章主教 （2018年12月-現在）：2007年自選自聖，2018年獲赦免確認。[11]